# Plan:g
plan:g – Partnerschaft für globale Gesundheit (kurz: plan:g) ist eine Stiftung der Diözese Feldkirch. plan:g arbeitet als Menschenrechtswerk im Gesundheitssektor der Entwicklungszusammenarbeit. Sitz ist in Bregenz.

## Ziele und Methoden
Gegründet als Leprahilfswerk leistet plan:g Beiträge zur Überwindung stigmatisierender Armutskrankheiten und vernachlässigter tropischer Krankheiten in den Partnerländern der Entwicklungszusammenarbeit. Ziel ist die nachhaltige Entwicklung des Gesundheitssektors in der globalisierten Welt. plan:g arbeitet beratend, unter anderem im Rahmen der Entsendung von Fachkräften über HORIZONT3000 sowie anwaltschaftlich. plan:g fördert Forschung und führt eigene Forschungen durch. plan:g orientiert sich an der Erklärung von Alma Ata und damit für die Integration vertikaler Gesundheitsprogramme.

## Geschichte
plan:g wurde 1958 aus der Bregenzer Pfarre St. Kolumban als „Aussätzigen-Hilfswerk Österreich“ gegründet. Zwischen 2006 und 2013 arbeitete das Werk als Abteilung der Missio Austria, seit Dezember 2013 als Stiftung der Diözese Feldkirch. Im März 2018 erfolgte die Umbenennung zu plan:g.

## Finanzierung
plan:g nimmt keine Spenden der pharmazeutischen Industrie an und wird vorwiegend durch Einzelspenden finanziert.

## Wichtige Mitgliedschaften
- Correctiv
- Deutsche Lepra- und Tuberkulosehilfe
- Health Action International
- HORIZONT3000
- Koordinierungsstelle der Österreichischen Bischofskonferenz für internationale Entwicklung und Mission (KOO)[7]
- Medicus Mundi International
- Österreichische Gesellschaft für Tropenmedizin, Parasitologie und Migrationsmedizin
- Stop TB Partnership